# Potros Neza
El Potros Neza, refundado como Atlante UTN en el año 2009, fue un equipo de fútbol mexicano que llegó a ascender a la Liga de Ascenso de México. Filial del Atlante FC. Tenía como sede la ciudad de Nezahualcóyotl, Estado de México.

## Historia
El equipo nace en 1988 con el nombre de Potros Neza, al comprar la franquicia de los Correcaminos de la UAT recién descendidos de la Primera división mexicana. Potros solo jugaría una temporada en segunda división, la 1988-89.
Potros Neza asciende en 1989 a Primera división mexicana, con Víctor Manuel Vucetich como técnico y dejando al Yucatán como subcampeón de la segunda división. Pero se vende la franquicia al iniciar el torneo 1989-90 para convertirse en Tiburones Rojos de Veracruz.
En el 2004 jugaría en Primera división 'A' mexicana. En el Apertura 2004 quedaría en 5.º lugar del Grupo 3 con 19 puntos en 19 partidos, mientras que en el Clausura 2005 lograría la misma posición ahora con 28 puntos. Para la temporada 2005-06 la filial del Potros Neza en primera A cambia de nombre y de ciudad y se revive al Tampico Madero.
Para el 2006 en Tercera división mexicana se crea otro equipo de Ciudad Nezahualcóyotl también con el nombre de Potros Neza. Jugarían la final de la tercera división en 2 ocasiones. La primera ante Atlético Tecomán la cual perdería, y la segunda ante los Búhos de Hermosillo el 17 de diciembre de 2006 que también perderían por marcador de 4-2 global. A este equipo se le daría el nombre de Potros de Hierro de Neza, y actualmente se encuentran localizados en el grupo VI de la tercera división.
En el 2009, el grupo Pegaso cambia de sede a Potros Chetumal de Chetumal a Nezahualcóyotl para participar en la nueva Liga de Ascenso. Adicional a esto, varios medios indicaron que dejaron la ciudad con importantes deudas pendientes.
El 11 de diciembre de 2010 se dio a conocer de manera oficial que la filial de Monarcas Morelia "el Mérida FC" se traslada a Ciudad Neza, donde a partir de pasado mañana comenzará sus entrenamientos con miras al torneo Clausura 2011 de la Liga de Ascenso. Incluso, el técnico de ese equipo sería David Patiño. Arturo Millet Reyes, presidente de la organización yucateca, confirmó que la directiva michoacana le dio a conocer del acuerdo con el Atlante, aunque eso no significa que la filial de los Potros venga. "Nosotros finiquitamos nuestra sociedad y nos dijeron que se van a Neza, luego de que los Potros le cedieron la plaza", agregó el directivo.
Para Millet es muy difícil que el Atlante llegue a Mérida, ya que los michoacanos le comentaron que no era seguro que vengan e incluso buscaban una sede cercana al centro del país.
Horas después que la noticia fuera difundida, el presidente del Atlante declaró: Que la filiar del de liga de ascenso será trasladada a la ciudad de Mérida Yucatán,para así facilitar su organización.

## Palmarés

### Torneos nacionales
- Segunda División de México (1): 1988-1989
- Subcampeón de la Tercera División de México en Clausura 2004 y Apertura 2006